# ハイランド入口
ハイランド入口は、神奈川県横須賀市の地名である。

## 概要
国道134号と、湘南ハイランドを通る市道との交差点のあたりを「ハイランド入口」と呼ぶ。
交差点に「ハイランド入口」という標識と、ハイランドスポーツセンターの看板がある。
近くに、ハイランド入口商店会がある。
2014年、大雨により市道脇で崖崩れが起き、市道が通行止めになり、バスの運行が1年間運休した。

## ハイランド入口商店会
交差点からハイランド通る市道の脇に商店長屋があり、「入口商店会」と呼ぶ。
「入口商店会」というバス停がある。
1970年頃、ハイランドが分譲された直後は、管理事務所が置かれ、20件ほどの商店があった。
2010年頃、管理事務所が廃止され商店は数店舗に減少した。